# Европско првенство у кошарци 1973.
Европско првенство у кошарци 1973. је осамнаесто регионално кошаркашко такмичење организован под покровитељством ФИБЕ. Такмичење одржано у Шпанији од 27. септембра до 6. октобра. Градови домаћини били су Бадалона и Барселона. Учествовале су репрезентације Бугарске, Чехословачке, Француске, Чрчке, Израела, Италије, Пољске, Румуније, Совјетског Савеза, Шпаније, Турске и репрезентација Југославије.

## Турнир

### Прелиминарна рунда
Тимови су биле подељени у 2 групе по 6 екипа. Играло се по једноствуком лига систему (свако са сваким једну утакмицу). За победу добијало се 2 поена, а за пораз 1 поен. Збир поена коришћен је за рангирање унутар група.

#### Група А
1. коло одиграно 27. септембра:
|  | Пољска       | 83 - 104 | СССР     |  |
|  | Чехословачка | 92 - 89  | Израел * |  |
|  | Турска       | 69 - 84  | Румунија |  |

2. коло одиграно 28. септембра:
|  | Чехословачка | 55 - 77 | СССР     |  |
|  | Израел       | 85 - 80 | Румунија |  |
|  | Пољска       | 64 - 65 | Турска   |  |

3. коло одиграно 29. септембра:
|  | Совјетски Савез | 79 - 53 | Турска   |  |
|  | Чехословачка    | 70 - 61 | Румунија |  |
|  | Израел          | 98 - 84 | Пољска   |  |

4. коло одиграно 1. октобра:
|  | Чехословачка    | 66 - 64  | Турска |  |
|  | Румунија        | 60 - 66  | Пољска |  |
|  | Совјетски Савез | 101 - 78 | Израел |  |

5. коло одиграно 2. октобра:
|  | Румунија     | 84 - 98 | СССР   |  |
|  | Чехословачка | 81 - 79 | Пољска |  |
|  | Турска       | 94 - 93 | Израел |  |

* Након продужетка.
Табела групе А:
| Тим             | И | П | Г | КД  | КП  | Разлика | Бодови |
| --------------- | - | - | - | --- | --- | ------- | ------ |
| 1. СССР         | 5 | 5 | 0 | 459 | 353 | +106    | 10     |
| 2. Чехословачка | 5 | 4 | 1 | 364 | 370 | -6      | 9      |
| 3. Турска       | 5 | 2 | 3 | 345 | 386 | -41     | 7      |
| 4. Израел       | 5 | 2 | 3 | 443 | 451 | -8      | 7      |
| 7. Пољска       | 5 | 1 | 4 | 376 | 408 | -32     | 6      |
| 8. Румунија     | 5 | 2 | 4 | 369 | 388 | -19     | 6      |

#### Група Б
1. коло одиграно 27. септембра:
|  | Бугарска | 89 - 70 | Француска   |  |
|  | Шпанија  | 59 - 65 | Југославија |  |
|  | Грчка    | 54 - 59 | Италија     |  |

2. коло одиграно 28. септембра:
|  | Грчка   | 68 - 84 | Југославија |  |
|  | Шпанија | 85 - 69 | Бугарска    |  |
|  | Италија | 71 - 63 | Француска   |  |

3. коло одиграно 29. септембра:
|  | Грчка       | 67 - 62 | Француска |  |
|  | Југославија | 76 - 65 | Бугарска  |  |
|  | Италија     | 65 - 77 | Шпанија   |  |

4. коло одиграно 1. октобра:
|  | Грчка       | 72 - 86 | Бугарска  |  |
|  | Француска   | 80 - 85 | Шпанија   |  |
|  | Југославија | 73 - 71 | Италија * |  |

5. коло одиграно 2. октобра:
|  | Бугарска  | 58 - 69 | Италија     |  |
|  | Грчка     | 74 - 86 | Шпанија     |  |
|  | Француска | 70 - 80 | Југославија |  |

* Након продужетка.
Табела групе Б:
| Тим            | И | П | Г | КД  | КП  | Разлика | Бодови |
| -------------- | - | - | - | --- | --- | ------- | ------ |
| 1. Југославија | 5 | 5 | 0 | 378 | 333 | +45     | 10     |
| 2. Шпанија     | 5 | 4 | 1 | 392 | 353 | +39     | 9      |
| 3. Италија     | 5 | 3 | 2 | 335 | 325 | +10     | 8      |
| 4. Бугарска    | 5 | 2 | 3 | 367 | 372 | -5      | 7      |
| 7. Грчка       | 5 | 1 | 4 | 335 | 377 | -42     | 6      |
| 8. Француска   | 5 | 0 | 5 | 345 | 392 | -47     | 5      |

### Утакмице за пласман

#### Утакмице за пласман од 9. до 12. места
Учествовали су тимови који су заузели 5. и 6. место у групама прелиминарне рунде. Играли су петопласирани тимови против шестопласираних тимова из супротне групе. Победници су играли утакмицу за 9. место, а поражени утакмицу за 11. место.
Утакмице за пласман од 9. до 12. места одигране 4. октобра:
|  | Грчка  | 78 - 89 | Румунија  |  |
|  | Пољска | 62 - 67 | Француска |  |

Утакмица за 11. место одиграна 6. октобра:
|  | Грчка | 74 - 84 | Пољска |  |

Утакмица за 9. место одиграна 6. октобра:
|  | Румунија | 72 - 69 | Француска |  |

#### Утакмице за пласман од 5. до 8. места
Учествовали су тимови који су заузели 3. и 4. место у групама прелиминарне рунде. Играли су трећепласирани тимови против четвртопласираних тимова из супротне групе. Победници су играли утакмицу за 5. место, а поражени утакмицу за 7. место.
Утакмице за пласман од 5. до 8. места одигране 4. октобра:
|  | Турска  | 67 - 76 | Бугарска |  |
|  | Италија | 94 - 73 | Израел   |  |

Утакмица за 7. место одиграна 5. октобра:
|  | Турска | 86 - 71 | Израел |  |

Утакмица за 5. место одиграна 5. октобра:
|  | Бугарска | 71 - 80 | Италија |  |

### Полуфиналне утакмице
Учествовали су тимови који су заузели 1. и 2. место у групама прелиминарне рунде. Играли су првопласирани тимови против другопласираних тимова из супротне групе. Победници су играли утакмицу за 1. место, а поражени утакмицу за 3. место.
Полуфиналне утакмице одигране 4. октобра:
|  | Совјетски Савез | 76 - 80 | Шпанија      |  |
|  | Југославија     | 96 - 71 | Чехословачка |  |

### Утакмица за треће место
Састали су се поражени тимови из полуфиналних сустрета.
Утакмица за 3. место одиграна 5. октобар:
|  | Совјетски Савез | 90 - 58 | Чехословачка |  |

### Финална утакмица
Састали су се победници полуфиналних утакмица.
Финална утакмица одиграна 6. октобра:
|  | Шпанија | 67 - 78 | Југославија |  |

| Првак Европе 1973.      |
| ----------------------- |
| Југославија Прва титула |

## Коначан пласман
| Место | Репрезентација  |
| ----- | --------------- |
| 1     | Југославија     |
| 2     | Шпанија         |
| 3     | Совјетски Савез |
| 4     | Чехословачка    |
| 5     | Италија         |
| 6     | Бугарска        |
| 7     | Израел          |
| 8     | Турска          |
| 9     | Румунија        |
| 10    | Француска       |
| 11    | Грчка           |
| 12    | Пољска          |